# Maxmiliána Zásmucká ze Zásmuk
Maxmiliána Zásmucká ze Zásmuk (3. května 1655 – 17. června 1718, klášter Doksany) byla česká šlechtična z rodu Zásmuckých ze Zásmuk, premonstrátka a vizionářka.

## Život
Narodila se 3. května 1655 jako dcera Jana Karla Zásmuckého ze Zásmuk a jeho manželky Anny. O jejím dětství nemáme mnoho zpráv, neboť rod byl v té době velmi rozvětven a orientace je v něm dnes značně složitá a nepřehledná. Ze záznamů, které s jejím dětstvím můžeme ztotožnit, víme, že ve dvanácti letech se svěřila rodičům, že se jí zjevila Panna Marie. Postupně se jí začali zjevovat i další svatí. V patnácti letech se její rodiče snažili vmanipulovat do manželství, takže Maxmiliána utekla z domu. Útočiště nalezla u knížete Ferdinanda Augusta z Lobkovic, se kterým navázala spirituální vztah.
V roce 1673 vstoupila do premonstrátského kláštera v Doksanech. Krátce po složení slavných slibů se však její zdravotní stav začal prudce zhoršovat, trpěla revmatismem, nemohla se hýbat a oslepla. Maxmiliána se poté ještě více upnula k Bohu a k modlení, výsledkem čehož bylo, že se jí po svaté mši 3. října 1677 ulevilo, vrátil zrak a také zdraví.